# Donbass (navire)
Le Donbass (ukrainien : Донбас) est un ancien navire de réparation soviétique du projet 304 (nom de rapport OTAN : Amur) converti en navire de commandement par la marine ukrainienne. Il est construit par le chantier naval de Szczecin en Pologne en 1969 pour la marine soviétique et intitulée PM-9. « PM » est une abréviation russe pour un navire de réparation (russe : Плавучая мастерская, Plavuchaya masterskaya), et signifie littéralement « atelier de réparation flottant ».
Le Donbass est détruit pendant le siège de Marioupol dans le cadre de l'invasion russe de l'Ukraine en 2022.

## Historique

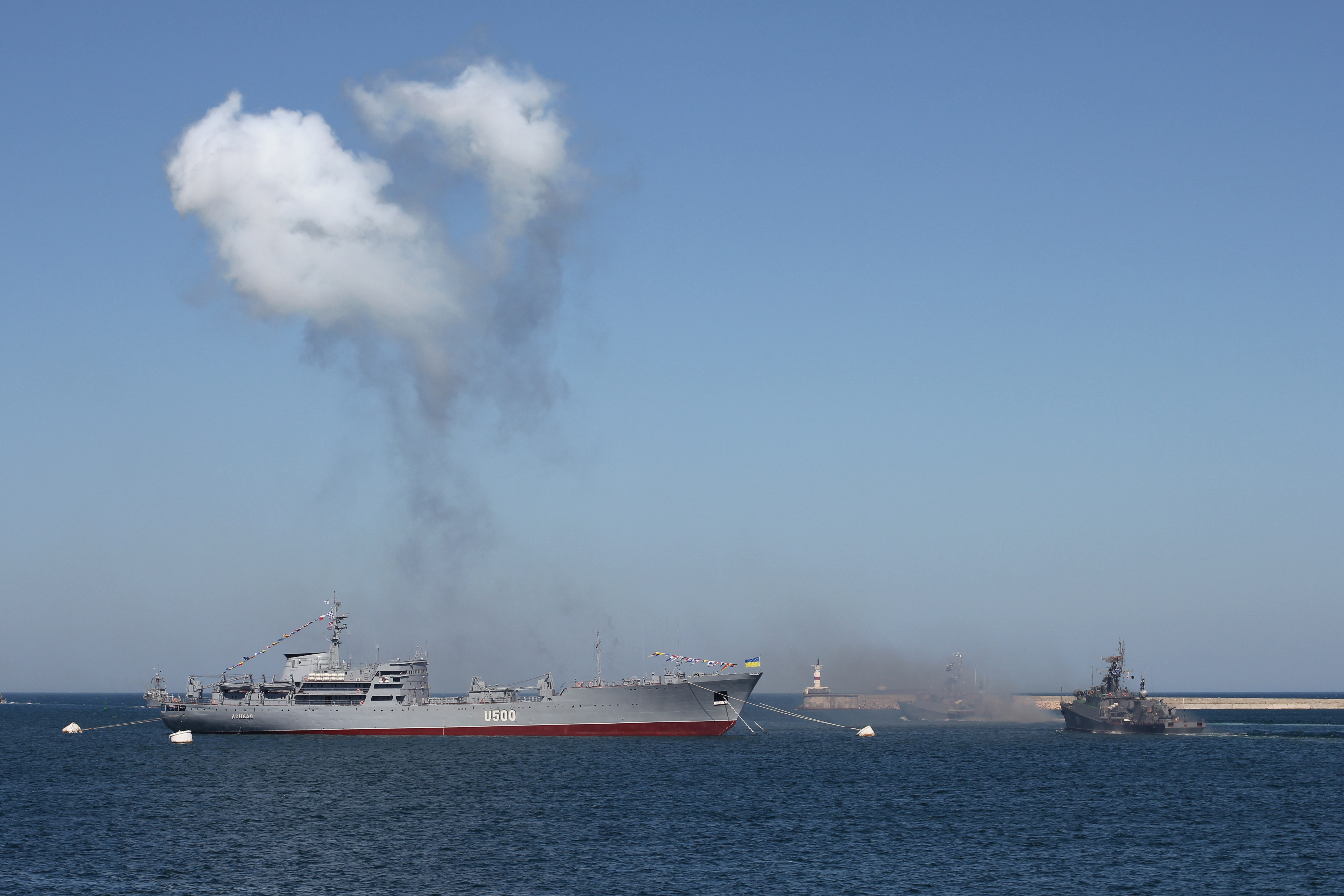
Le Donbass supervise un défilé conjoint de la marine ukrainienne et de la flotte de la mer Noire le jour de la marine en 2012.

Les navires de cette compagnie ont été activement impliqués dans les campagnes militaires depuis le début des années 1970.
À la suite de la répartition de la flotte de la mer Noire à la suite de la dislocation de l'URSS, le PM-9 est renommé Krasnodon. En 2001, il est rebaptisé Donbass. Au cours de son service dans la marine ukrainienne, le navire participe à plusieurs reprises à des exercices internationaux, ainsi qu'à des défilés et croisières militaires locaux. Le 11 novembre 2007, le navire face à un ouragan près de Sébastopol et subit des dommages mineurs, mais demeure intact grâce à l'aide du remorqueur russe MB-160.
Le navire Donbass célèbre sa quatrième décennie de service naval le 4 décembre 2009. À cette occasion, le ministère ukrainien de la Défense alloue le 6 décembre 2010 environ 4 millions d'UAH pour la reconstruction du navire. Le 25 janvier 2011, il passe avec succès la première étape des essais en mer.
Le 20 mars 2014, le navire est capturé par la marine russe lors de la crise de Crimée. Le 17 avril 2014, il est transporté de Sébastopol à Odessa par le remorqueur ukrainien Hennadiy Savelyev. Le 27 septembre 2014, alors que la guerre du Donbass bat son plein, le Donbass abat un drone prorusse alors qu'il navigue au large de Marioupol. Le 4 septembre 2016, le navire est endommagé par un incendie à Odessa.
Le navire de recherche et sauvetage Donbass et le remorqueur de mer Korets appareillent d'Odessa le 20 septembre 2018 et transitent par le détroit de Kertch le 23 septembre, escorté par un certain nombre d'unités de la marine russe. Les bâtiments d'artillerie de la classe Gyurza-M de la marine ukrainienne Kremenchuk (P177) et Lubny (P178) appareillent du port de Berdiansk pour rencontrer les deux navires faisant leurs entrées dans la mer d'Azov. Le président ukrainien Petro Porochenko félicita les équipages des deux navires pour un transit réussi sur sa page Facebook, ajoutant qu'ils feront partie d'une base nouvellement créée dans la mer d'Azov.
« Le navire de sauvetage Donbass et le remorqueur Korets sont arrivés à Marioupol. Deux petits bâtiments d'artillerie blindés, le Kremenchuk (R177) et le Lubny (R178) [qui ont été précédemment redéployés en mer d'Azov et partis à la rencontre des deux autres navires le 23 septembre] sont arrivés avec eux », comme indiqué sur le portail militaire ukrainien.
Des images satellite publiées le 6 avril 2022 montrent le Donbass dans une épaisse fumée dans le port de Marioupol, indiquant que le navire a probablement été touché. Le 16 avril 2022, le ministère ukrainien de la Défense confirme que le navire a été détruit lors du siège de Marioupol,.